# Emmelichthys nitidus
Emmelichthys nitidus är en fiskart som beskrevs av Richardson, 1845. Emmelichthys nitidus ingår i släktet Emmelichthys och familjen Emmelichthyidae.

## Underarter
Arten delas in i följande underarter:
- E. n. cyanescens
- E. n. nitidus